# Pays de l'Alleu

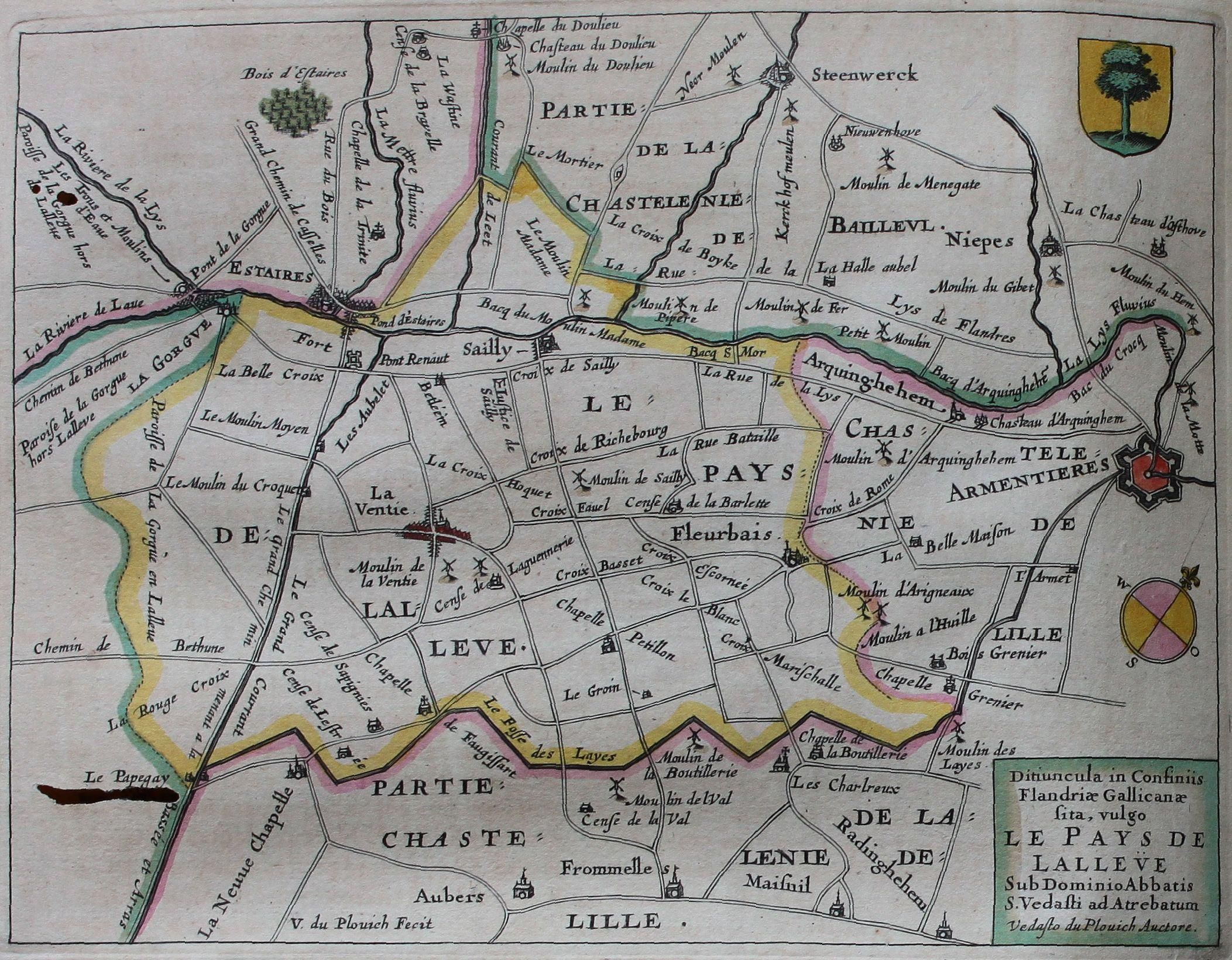
Pays de l'Alleu

Le pays de l'Alleu, pays de Lalau, pays de Lalleu, pays de Lalloeu ou pays de l'Alloeu (en néerlandais : Land van het Vrijleen) est un pays historique du nord de la France, situé dans la communauté de communes Flandre-Lys, en région Nord-Pas-de-Calais.
Situé sur la rive droite de la Lys, à la limite entre le comté de Flandre, la châtellenie de Lille (Flandre wallonne) et le comté d'Artois, le pays de l'Alleu regroupait les trois paroisses rurales de Laventie, Sailly-sur-la-Lys et Fleurbaix ainsi que la partie Est de La Gorgue, dont le hameau du Nouveau Monde. La partie Ouest, c'était La Gorgue-Flandres, mais le flamand n'y était plus parlé depuis plusieurs siècles.

## Histoire
D'après Auguste de Loisne, le pays de l'Alleu était un pagus secondaire de la civitas gallo-romaine des Atrébates. Il confinait avec le pagus leticus, autre pagus secondaire de la civitas, qualifié de comitatus en 877, qui devint, au XIIe siècle, la châtellenie de Lens. Le pays de l'Alleu était une terre allodiale du domaine de l'abbaye de Saint-Vaast d'Arras, dont il dépendait depuis le VIIe siècle, et qui avait une constitution particulière. Son chef-lieu était Laventie.
Le pays de l'Alleu jouissait, en effet, d'une loi depuis 1245 et sa coutume particulière fut rédigée en 1507.
En 1037, l'abbaye Saint-Vaast se plaça, avec le pays de l'Alleu, sous la protection de Robert Ier de Béthune, donnant en échange à ce seigneur de nombreux pouvoirs et privilèges. Le pays de l'Alleu demeura ainsi entre les mains de la maison de Béthune pendant plus de deux siècles, jusqu'à la mort de Robert VII, en 1248. Puis, il échut à Guy de Dampierre, comte de Flandre, dépendant du roi de France, qui, en 1245, avait épousé Mahaut, la fille unique de Robert VII. Cependant la guerre de Cent Ans (de 1337 à 1453) entre la France et l'Angleterre fut désastreuse. En 1347, Fleurbaix fut pillée et brûlée, tout comme Estaires, La Gorgue, Laventie. Deux ans plus tard, le comte de Flandre Louis II, par un acte donné à Courtrai, fit le serment de maintenir les usages, coutumes, chartes et privilèges du pays de l'Alleu. À la mort de Louis II, en 1384, le pays entra dans le domaine des ducs de Bourgogne, par le mariage du duc Philippe II dit le Hardi, frère puîné du roi de France, Charles V dit le Sage, avec Marguerite III, la fille unique de Louis II. Et, à peine entré en possession des comtés de Flandre et d'Artois, Philippe le Hardi renouvela le serment de Robert de Béthune. En 1477, le pays de l'Alleu passa dans la maison d'Autriche par le mariage de Maximilien Ier avec Marie, la fille de Charles le Téméraire. Vingt-sept ans plus tard, il était entre les mains de la maison de Castille, lorsque Philippe Ier, dit le Beau, hérita de ce royaume en 1504 au décès de sa belle-mère, Isabelle Ire dite la Catholique.
Le 26 août 1641, le maréchal de France, Charles de La Porte, prit la place forte de La Bassée, après un siège de huit jours.
Par une lettre patente de septembre 1647, Louis XIV érigea le pays de l'Alleu en comté au profit de l'abbaye de Saint-Vaast d'Arras.
En 1671, il fut incorporé aux châtellenies de Lille, Douai et Orchies, mais conserva sa juridiction propre et ses franchises.
En 1717, le pays fut revendiqué par les États d'Artois appuyés par leur gouverneur, Louis-Auguste d'Aumale, figure importante du conseil de Régence ; la maréchale de Boufflers s'y opposa au nom de son fils, Joseph Marie de Boufflers, âgé de trois ans et gouverneur en titre de la Flandre. Le mémorialiste Saint-Simon relate cette affaire où il tenta, sans succès, de défendre la thèse flamande. Par un arrêt du conseil d'État du 15 novembre 1717, Louis XV réunit le pays à la province d'Artois.
À la suite du décret de la division de la France en départements, La Gorgue fut rattachée au Nord, Laventie, Sailly et Fleurbaix au Pas-de-Calais. Cependant, au XXIe siècle, les communes de l'ancien pays d'Alleu choisissent de se rattacher à la communauté de communes Flandre Lys plutôt qu'à celle de l'Artois, montrant leur préférence pour la Flandre lilloise.